# Boletina tungusica
Boletina tungusica är en tvåvingeart som beskrevs av Ostroverkhova 1979. Boletina tungusica ingår i släktet Boletina och familjen svampmyggor. Inga underarter finns listade i Catalogue of Life.